# ボーイズ (サブリナの曲)
「ボーイズ」 (Boys (Summertime Love)) は、サブリナ・サレルノが1987年にリリースしたシングル。デビューアルバム『セクシー』（Sabrina）に収録されており、日本でも海外でのリリースから半年遅れでシングルがリリースされた。
イギリスのシングルチャートで3位を記録するなどヨーロッパを中心にヒットした。
シングルリリースの翌年には杉本彩によるカヴァー・ヴァージョンもリリースされた。

## トラックリスト（日本盤シングル）
1. ボーイズ
2. ゲット・レディ

## チャート成績
| チャート（1987-1988年）          | 最高順位 |
| -------------------------------- | -------- |
| イギリス（全英シングルチャート） | 3        |

## 杉本彩によるカバー
「Boys」（ボーイズ）は、杉本彩のデビューシングル。